# Pilica (gmina)
Pilica est une gmina mixte du powiat de Zawiercie, Silésie, dans le sud de Pologne. Son siège est la ville de Pilica, qui se situe environ 18 km à l'est de Zawiercie et 53 km au nord-est de la capitale régionale Katowice.
La gmina couvre une superficie de 138,89 km2 pour une population de 9 117 habitants.

## Géographie
Outre la ville de Pilica, la gmina inclut les villages de Biskupice, Cisowa, Dobra, Dobra-Kolonia, Dobraków, Dzwono-Sierbowice, Dzwonowice, Jasieniec, Kidów, Kleszczowa, Kocikowa, Podleśna, Przychody, Siadcza, Sierbowice, Sławniów, Smoleń, Solca, Szyce, Wierbka, Wierzbica, Zarzecze et Złożeniec.
La gmina borde les gminy de Klucze, Kroczyce, Ogrodzieniec, Szczekociny, Wolbrom et Żarnowiec.